# Scott Hahn
Scott Hahn (né le 28 octobre 1957) est un auteur contemporain, ancien presbytérien converti au catholicisme, théologien catholique. Il a publié entre autres Rome Sweet Home avec son épouse Kimberly Hahn, née Kirk, qu'il a épousée en 1979 et The Lamb's Supper: The Mass as Heaven on Earth. Il est actuellement professeur de théologie à l'université franciscaine de Steubenville, une importante université catholique aux États-Unis.

## Carrière précoce de pasteur presbytérien
Le Dr. Hahn reçut son B.A. en 1979 du Grove City College en Pennsylvanie en théologie, philosophie et économie (magna cum laude). Il obtint son M.Div. (summa cum laude) de Gordon-Conwell Theological Seminary en 1982. Il acquit son Ph.D. de la Marquette University.